# 大哈伊恰
51°18′27″N 28°35′0″E / 51.30750°N 28.58333°E
大哈伊恰（烏克蘭語：Велика Хайча），是烏克蘭北部的村莊，隸屬日托米爾州的科羅斯滕區。該村始建於1500年，面積4.05平方公里，海拔高度186米，2001年人口964。